# Willem Stooker

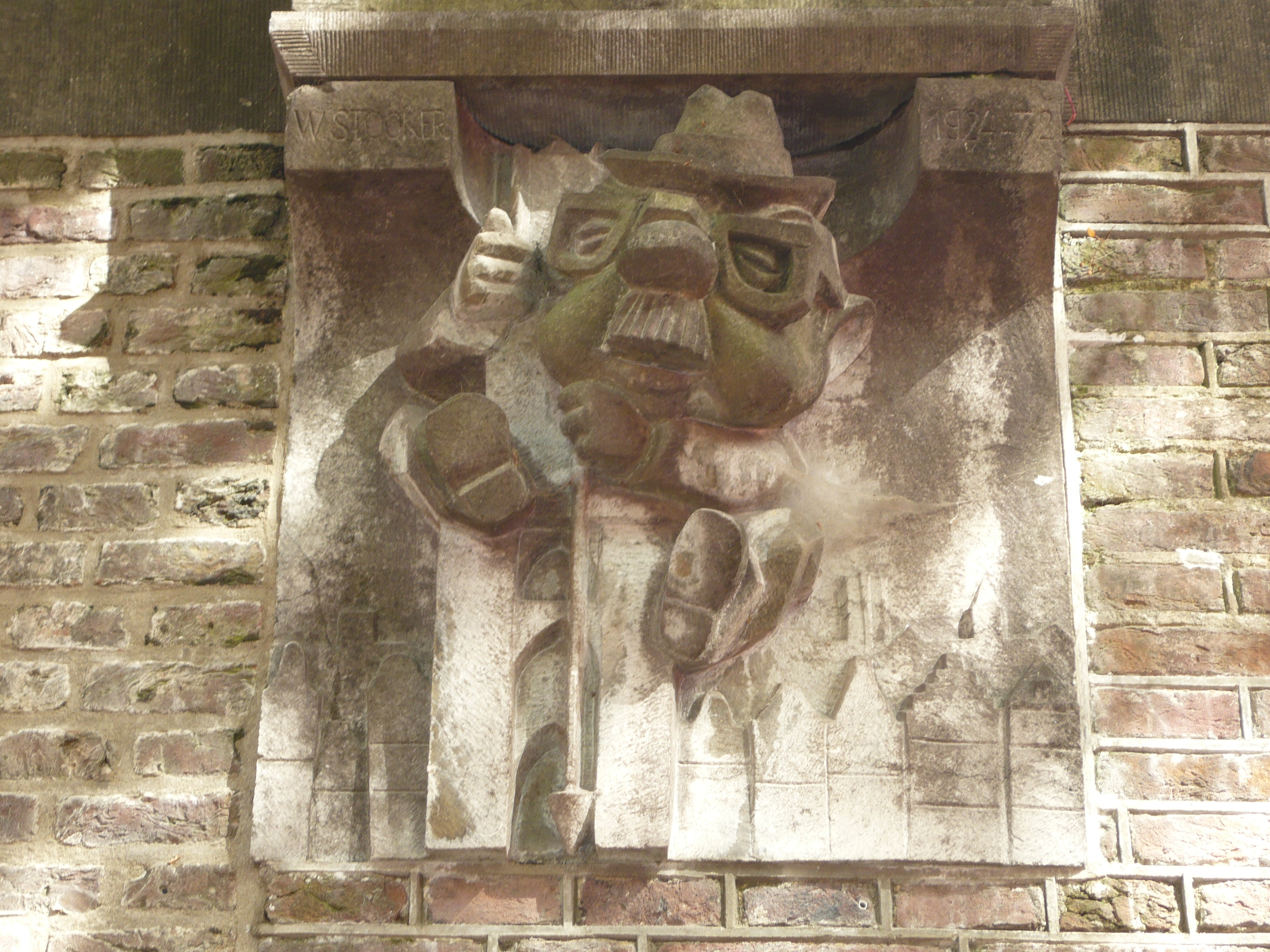
Willem Stooker uitgebeeld in een lantaarnconsole.

Willem Stooker (Maarssen, 24 februari 1892 - Utrecht, 22 juli 1983) was een Nederlands architect. Hij was onder meer lange tijd werkzaam voor de gemeente Utrecht als (hoofd)opzichter en hoofdarchitect bij restauratiewerkzaamheden aan bouwwerken en archeologische opgravingen.
In de beginperiode van zijn loopbaan was Stooker in dienst bij de architect M. Rietbergen. In 1917 werd hij werkzaam voor de gemeente Utrecht. De restauratie van de Dom van Utrecht was vanaf dat jaar een van de vele projecten waar hij bij was betrokken. In 1943 gaf hij aanzet tot de oprichting van Het Utrechts Monumenten Fonds. In 1957 ging hij met pensioen als gemeenteambtenaar, maar bleef actief als zelfstandig architect. Tot op zeer hoge leeftijd was Stooker werkzaam in de provincie Utrecht en bij restauraties op de steiger te vinden.
Noemenswaardig is nog het project dat onder zijn leiding vanaf 1953 werd aangezwengeld waarbij, als een vorm van openbaar kunstbezit, lantaarnconsoles langs de grachten in het centrum van Utrecht van beeldhouwwerken werden voorzien. De beeldhouwer Bürgi beeldde daarin Willem Stooker uit in een lantaarnconsole.